# ملعب توندافالا الوطني
ملعب ألتو دا شيلا هو ملعب متعدد الاستخدام يقع في لوبانغو، أنغولا, يتسع ل25000 متفرج. تم الانتهاء من تشيده في عام 2010 ,يستضيف مباريات كأس الأمم الأفريقية 2010 بالمشاركة مع ثلاثة ملاعب أخرى كما يستضيف مباريات كرة القدم.

## روابط إضافية
- Venue information (بالبرتغالية)
- Stadium information